# Meister des Kefermarkter Altars

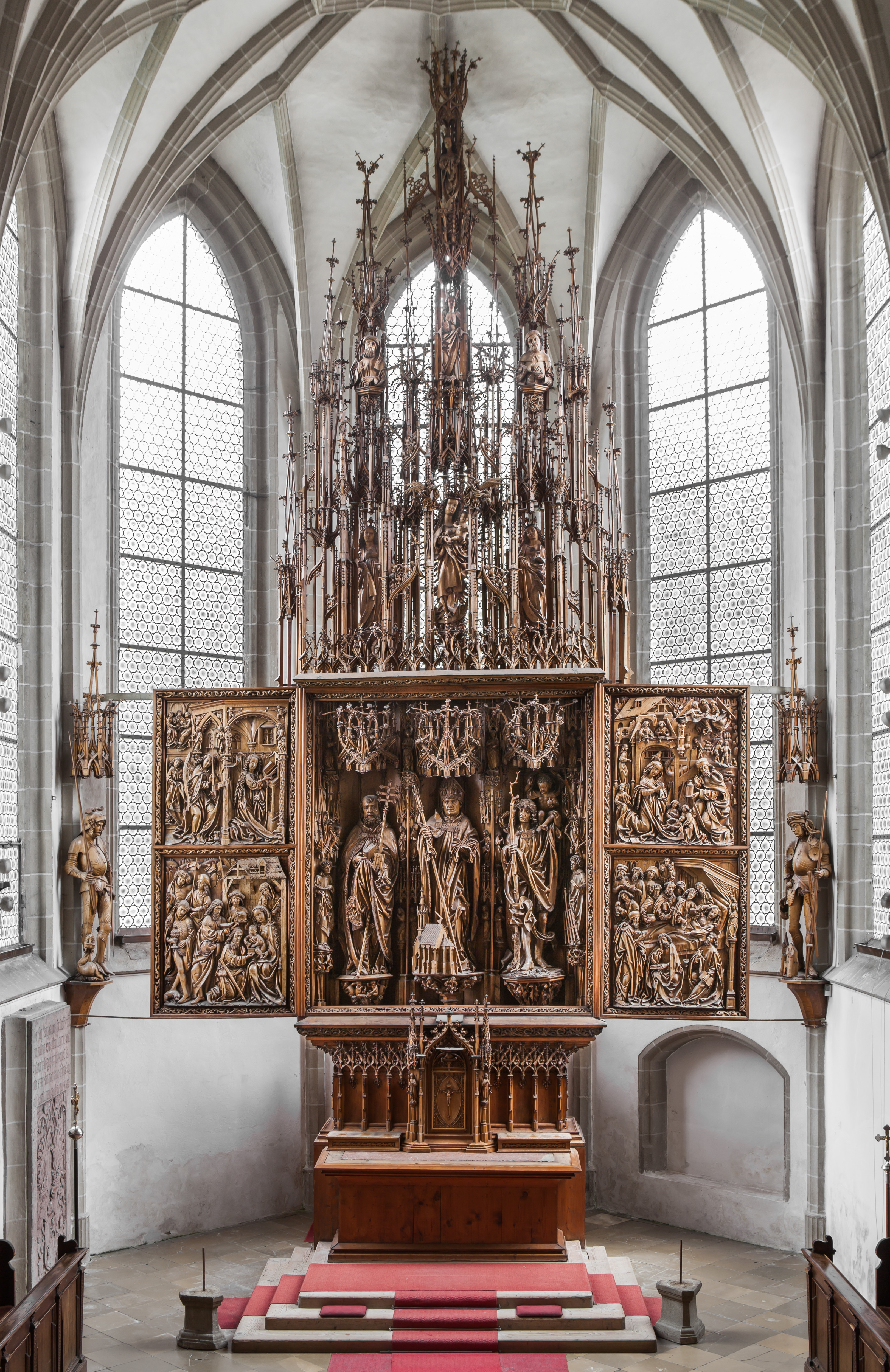
Gotischer Flügelaltar (Kefermarkter Altar) von 1497

Als Meister des Kefermarkter Altars oder auch Meister des Altars von Kefermarkt wird ein gotischer Bildschnitzer und Maler bezeichnet, der von ungefähr 1470 bis 1510 vor allem in Österreich tätig war. Der namentlich nicht bekannte Künstler erhielt seinen Notnamen nach dem von ihm um 1497 fertiggestellten Kefermarkter Flügelaltar in der Pfarrkirche Kefermarkt in Oberösterreich.

## Kefermarkter Flügelaltar
Der Flügelaltar von Kefermarkt zeigt im Mittelteil Figuren der Heiligen Petrus, Wolfgang und Christophorus und ist mit filigranen Verzierungen geschmückt. Die Reliefs der Flügel stellen Szenen aus dem Marienleben dar. Wie die Kirche ist auch der Altar eine Stiftung des Christoph von Zelking, damals Besitzer der Herrschaft Weinberg und Höfling Friedrichs III. Der Altar ist mehr als 13 Meter hoch und ahmt die Form einer Monstranz nach. Er ist eines der größten spätgotischen Schnitzwerke in Europa.
Die hohe Qualität der Schnitzarbeiten des Altars kann an den verschiedenen Vorschlägen erkannt werden, ihre Ausführung Tilman Riemenschneider, Veit Stoss, Michael Pacher, Hans Valkenauer oder auch Albrecht Dürer zuzuschreiben. Da die Arbeiten allgemein weiter der Schnitzkunst des Oberrheins nahestehen, wird auch der Einfluss von Niclas Gerhaert van Leyden gesehen, wobei manchmal in ihm der Lehrmeister des Meisters des Kefermarkter Altars vermutet wird.
Versuche, den Meister des Kefermarkter Altars mit dem in Passau zu findenden Maler und Bildhauer Martin Kriechbaum oder dessen Sohn Paul Kriechbaum zu identifizieren, bleiben in der Fachwelt umstritten. Außerdem ist unklar, was die Vexierschrift am rechten Ärmel des links außen abgebildeten anbetenden Sterndeuters bedeutet und ob die darin enthaltenen Buchstaben „PKM“ („Pictor (Maler) Kriechbaum Martin“?) bzw. „PK“ („Paul Kriechbaum“?) auf den Meister hinweisen könnten.

## Zuschreibungen
Der Meister des Kefermarkter Altars soll am Grabmal Kaiser Friedrichs III. in Wien mitgearbeitet haben.
Weiters werden ihm einige wenige andere Arbeiten zugeschrieben:
- eine Laurentiusfigur im Louvre in Paris[7]
- die Sitzmadonna des Altares in der Wallfahrtskirche Gojau[7]
- zwei Apostel in der Pfarrkirche St. Thomas am Blasenstein
- eine weibliche Heilige im Essener Domschatz
- eine Apostelfigur im Kunsthistorischen Museum in Wien
- Grabplatte des Weihbischofs Albert Schönhofer († 1493), der die Pfarrkirche Kefermarkt 1476 geweiht hatte, in der Herrenkapelle des Passauer Doms[8]

Möglicherweise könnte der Meister des Altares von Kefermarkt auch der Meister des Altars von Mauer bei Melk sein.